# Katie McGrath
Katherine Elizabeth McGrath, meglio nota come Katie McGrath (Ashford, 3 gennaio 1983), è un'attrice e modella irlandese, conosciuta soprattutto per il ruolo di Morgana Pendragon nella serie televisiva inglese della BBC One Merlin e per quello di Lena Luthor in Supergirl.

## Biografia
Laureata in storia al Trinity College di Dublino, desidera lavorare come giornalista di moda e viene assunta dalla rivista Image, prima di diventare assistente costumista sul set della serie televisiva I Tudors. Qui le viene proposto di partecipare a dei provini e Katie accetta la proposta, inviando così foto e curriculum a tutti gli agenti irlandesi. A questo punto, viene selezionata per interpretare dei ruoli minori in un paio di film nonché per una piccola apparizione proprio ne I Tudors. 
Successivamente viene scritturata per il ruolo di Morgana Pendragon nella serie televisiva inglese Merlin. Nel 2011 ha lavorato con Madonna per la realizzazione del film W.E. - Edward e Wallis, dove ha interpretato la parte di Lady Thelma. Sempre nel 2011 viene scelta per il ruolo di Jules Daly nel film Natale a Castlebury Hall con Roger Moore e Sam Heughan ed entra a far parte del cast della miniserie televisiva Labyrinth, interpretando il ruolo di Oriane Congost. 

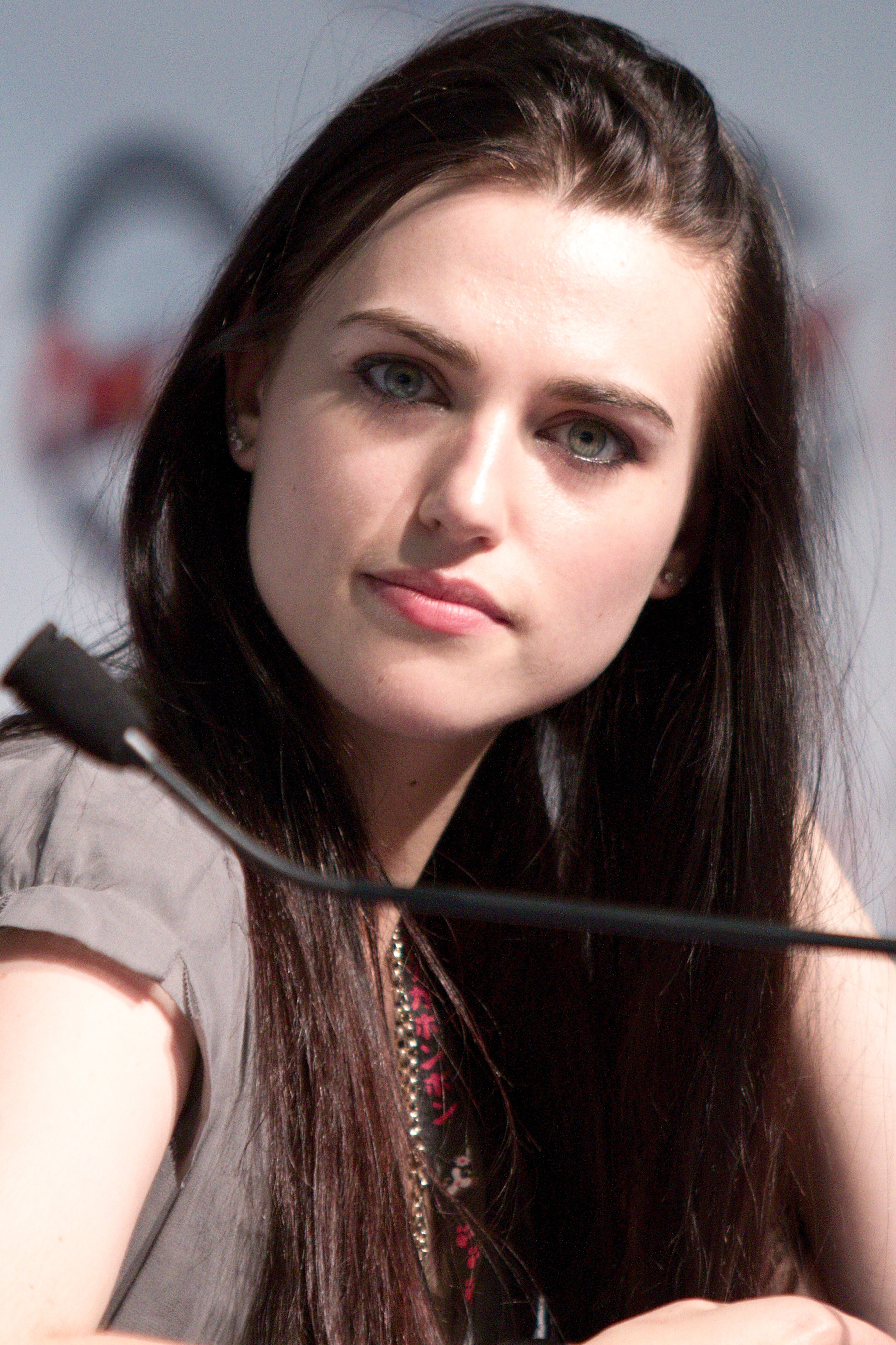
Katie McGrath al Comic Con France nel 2010

Nel febbraio 2013 si ricongiunge con Jonathan Rhys Meyers, amico e co-star del telefilm I Tudors, per interpretare Lucy Westenra nella serie tv Dracula, prodotta dalla NBC e Sky Living. Nel 2014 veste i panni di Jodi Rutherford nella commedia romantica con Bok van Blerk Leading Lady girata in Sudafrica. Nell'aprile del 2014 l'attrice irlandese entra a far parte del cast di Jurassic World, diretto da Colin Trevorrow, in uscita a giugno 2015. The Throwaways, ultimo progetto del 2014 per Katie McGrath, sarà trasmesso dal canale americano Crackle il 30 gennaio: nel film l'attrice interpreta una spia (Gloria Miller). Il 18 novembre 2014 Katie fa una comparsa nel video musicale From Eden dell'amico e cantante irlandese Hozier. Nella primavera del 2015 Katie affianca attori del calibro di Jude Law ed Eric Bana in un altro blockbuster basato sul ciclo arturiano, King Arthur - Il potere della spada, diretto da Guy Ritchie. Dopo due anni trascorsi a girare film, Katie ottiene il ruolo di protagonista nella prima stagione della serie horror canadese Slasher, trasmessa anche dal canale statunitense Chiller TV.
Nel 2016 è entrata a far parte del cast della serie televisiva Supergirl nel ruolo di Lena Luthor, sorella minore del più famoso Lex Luthor.

## Filmografia

### Attrice

#### Cinema
- Eden, regia di Declan Recks (2008)
- Freakdog (Red Mist), regia di Paddy Breathnach (2008)
- W.E. - Edward e Wallis, regia di Madonna (2011)
- Leading Lady, regia di Henk Pretorius (2014)
- The Throwaways - Gli specialisti (The Throwaways), regia di Tony Bui (2015)
- Jurassic World, regia di Colin Trevorrow (2015)
- Buttons, regia di Tim Janis (2016)
- King Arthur - Il potere della spada (King Arthur: Legend of the Sword), regia di Guy Ritchie (2017)

#### Televisione
- Damage, regia di Aisling Walsh – film TV (2007)
- The Roaring Twenties – miniserie TV (2008)
- I Tudors (The Tudors) – serie TV, episodio 2x05 (2008)
- Merlin – serie TV, 65 episodi (2008-2012)
- The Queen – miniserie TV, 1 puntata (2009)
- Natale a Castlebury Hall (A Princess for Christmas) , regia di Michael Damian – film TV (2011)
- Labyrinth – miniserie TV, 2 puntate (2012)
- Dates – serie TV, episodio 1x04 (2012)
- Dracula – serie TV, 10 episodi (2013)
- Slasher – serie TV, 8 episodi (2016)
- Supergirl – serie TV, 96 episodi (2016-2021)
- Frontiera (Frontier) – serie TV, 7 episodi (2016-2017)
- Affari segreti di damigelle (Secret Bridesmaids' Business) – miniserie TV, 6 puntate (2019)
- The Continental: Dal mondo di John Wick (The Continental: From the World of John Wick) - miniserie TV, 3 episodi (2023)

#### Cortometraggi
- Pebble, regia di Paul Maguire (2007)
- Hozier: From Eden (2014)
- Slasher VR (2016)

### Doppiatrice
- Tríd an Stoirm, regia di Fred Brurdy - cortometraggio (2012)

- (Un)likeminded: A Sci-fi Audio Anthology , Episodi "While You Were Dreaming" e "How To Survive The Apocalypse" - podcast (2024)

## Doppiatrici italiane
Nelle versioni in italiano delle opere in cui ha recitato, Katie McGrath è stata doppiata da:
- Eleonora De Angelis in Merlin, Jurassic World, Slasher
- Connie Bismuto in W.E. - Edward e Ellis
- Ilaria Stagni in Natale a Castlebury Hall
- Chiara Gioncardi in Dracula
- Vittoria Balasco in Frontiera
- Benedetta Ponticelli in Supergirl
- Mattea Serpelloni in King Arthur - Il potere della spada
- Perla Liberatori in Affari segreti di damigelle
- Domitilla D'Amico in The Continental: Dal mondo di John Wick